# Віктор Ернест Шелфорд
Віктор Ернест Шелфорд (англ. Victor Ernest Shelford, 22 серпня 1877, Чемунг, Нью-Йорк — 27 грудня 1968, Урбана (Іллінойс) — американський зоолог, фахівець в області екології, особлививо водних організмів. Його дослідження тваринних суспільств дали поштовх для розвитку екології як самостійної наукової дисципліни.

## Біографія
Шелфорд народився 22 вересня 1877 року в окрузі Чемунг, Нью-Йорк, він був першим сином Александера Гамільтона Шелфорда та Сари Елен Ремзі Шелфорд. Після десяти років навчання він вчителював у державних школах округу Чемунг, Нью-йорк в 1894 році. Пізніше протягом двох років навчався в Нормальному училищі Кортланда, де отримав сертифікат вчителя, і повернувся до вчителювання в державних школах з 1897 по 1899 роки. З 1899 по 1901 навчався в Університеті Західної Вірджинії, де зазнав впливу свого дядька Вільяма Е. Ремзі, державного помічника ентомолога.
У 1901 році президент (ректор) університету Жером Х. Раймонд, прийняв посаду професора в  Чиказькому університеті, де він забезпечив стипендію Шелфорду, і незабаром Шелфорд перевівся. Тут з 1903 по 1914 Шелфорд займав посаду помічника та інструктора з зоології. Багато з його ранніх робіт зазнали впливу Генрі Ковлеса. 

Він закінчив статтю у 1907 році і отримав доктора філософії (англ. PhD) 11 червня того ж року. Наступного дня він одружився з Марі Мабель Браун, з якою в нього було двоє дітей.

## Робота і досягнення
Перший президент екологічного співтовариства Америки. У 1904—14 працював в університеті Чикаго, з 1914 — в Іллінойсськом університеті (у 1927—46 проф.). Основні праці по біоценології, теорії і термінології цієї науки, методиці польового і лабораторного дослідження. Окрім гідробіологічних досліджень, вивчав взаємодію організмів в наземних співтовариствах, вплив клімату на співтовариства, сукцесії; займався класифікацією змішаних співтовариств. Перший описав природу Північної Америки з екологічного погляду.